# Piotr Smoleński
Piotr Smoleński (ur. w 1908, zm. 9 stycznia 1942) – polski kryptolog.

## Życiorys
Przed II wojną światową był pracownikiem cywilnym sekcji rosyjskiej BS-3 (zajmującej się łamaniem rosyjskich szyfrów) polskiego Biura Szyfrów Sztabu Generalnego. Mieszkał w tzw. Białym Pałacu w Piastowie. Uczestniczył w konstruowaniu maszyny deszyfrującej Lacida.
Po wybuchu wojny został razem z innymi pracownikami Biura Szyfrów ewakuowany do Francji. Od października 1939 służył w wywiadzie admiralicji francuskiej. Jako kryptoanalityk i specjalista od szyfrów rosyjskich wszedł w skład ośrodka wywiadowczego PC Bruno. W czerwcu 1940 wraz z całym zespołem został ewakuowany do Tuluzy, następnie do Oranu i Algieru, a jesienią powrócił z nim do Francji i wszedł w skład ośrodka wywiadowczego Cadix (polski kryptonim Ekspozytura 300). W kwietniu 1941 został przeniesiony do Algieru, w styczniu 1942 zamierzał powrócić do Francji.
Wraz z Janem Gralińskim i Jerzym Różyckim zginął podczas zatonięcia statku pasażerskiego SS Lamoricière na Morzu Śródziemnym.
Posiadał stopień kanoniera z cenzusem, pośmiertnie został awansowany do stopnia podporucznika.
Był żonaty z Jadwigą Smoleńską (secundo voto Mazurkiewicz), zm. 16 kwietnia 2011 w Piastowie. Miał z nią syna Bogdana (1938–1998).
Jego grób symboliczny znajduje się na cmentarzu w Gołąbkach.